# Senesino

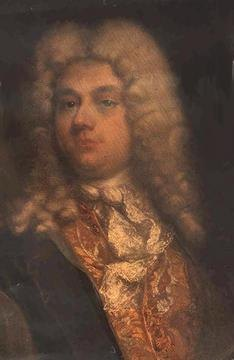
Senesino, ca 1720

Senesino, eg. Francesco Bernardi, född 31 oktober 1686, död 7 november 1758, var en känd italiensk operasångare (altistkastrat) med superstjärnestatus. Mest känd då som nu för sitt mångåriga samarbete med Händel och sin virtuosa sång och melismer, många manliga hjälteroller i Händels operor är skrivna eller altererade för honom.

## Biografi
Senesino var född i den italienska staden Siena (och tog sig därför artistnamnet Senesino), hans far var en barberare. Han antogs till kyrkokören i katedralen i Siena 1695 och kastrerades i samband med det, vilket var ovanligt sent (han var redan 13 år då). Hans debut som scenisk operasångare kom 1707 i Wien och han blev fort en av de mest kända sångarna under senbarocken. Eftersom operan var förbjuden i Italien under den här perioden tvingades han som många andra italienska sångare och kompositörer att söka sig ut i Europa. Han började med att turnera runt på olika operahus och blev 1717 dåtidens mest betalda sångare för sin roll i Lottis Giove in Argo. Publiken prisade honom men det fanns också folk som uttryckte kritik, mest var det kompositörer, dirigenter och impressarier som irriterade sig på hans divalater och totala brist på skådespelartalang.
Efter ett gräl med hovkompositören Johann David Heinichen i Dresden blev han avskedad och reste till London där han snabbt blev Händels primo uomo (första manliga sångare) och gjorde sin debut i Händels kompani Royal Academy of Music den 28 december 1720 i operan Radamisto. Han stannade kvar i London i sexton år och gjorde de manliga huvudrollerna i bl.a. Giulio Cesare in Egitto (Julius Caesar), Orlando och Rodelinda.
Trots att det långa samarbetet med Händel kan ge intrycket att Senesino tänkt om när det gällde sin framtoning, så var det nog mer så att Händel var ovanligt tolerant eller var beroende av sin stjärna för vittnesmål berättar att de ofta var i konflikt med varandra. Till slut gick det så långt att Senesino bildade ett rivaliserande operakompani.
Hans sångstil och även kastratsångarna som fenomen började gå ur modet och år 1736 lämnade Senesino England och återkom till Italien, där gjorde han några framträdanden och 1740 gick han upp på scenen för sista gången i Porporas Il trionfo di Camilla på operahuset Teatro di San Carlo i Neapel.

## Senesino och Farinelli
Under ett framträdande i London med sitt eget operakompani skulle Senesino sjunga tillsammans med sopranistkastraten Farinelli (Senesino som brutal tyrann och Farinelli som olycklig hjälte). Folk förväntade sig att de skulle ryka ihop på samma sätt som Francesca Cuzzoni och Faustina Bordoni gjort men till allas förvåning slutade det med att Senesino mitt under Farinellis första aria förlorade fattningen och tårögd omfamnade sin motspelare.